# Административно-территориальное деление Кадомского района
Кадомский район в рамках административно-территориального устройства включает 1 посёлок городского типа и 4 сельских округа.
В рамках организации местного самоуправления, муниципальный район делится на 5 муниципальных образований, в том числе 1 городское и 4 сельских поселения:
| № | Муниципальное образование      | Административный центр | Количество населённых пунктов | Население (чел.) | Площадь (км²) |
| - | ------------------------------ | ---------------------- | ----------------------------- | ---------------- | ------------- |
| 1 | Кадомское городское поселение  | рабочий посёлок Кадом  | 7                             | ↘5101            | 176,93        |
| 2 | Восходское сельское поселение  | село Восход            | 15                            | ↘606             | 294,19        |
| 3 | Енкаевское сельское поселение  | село Енкаево           | 16                            | ↘533             | 112,53        |
| 4 | Котелинское сельское поселение | село Котелино          | 29                            | ↘594             | 278,82        |
| 5 | Кущапинское сельское поселение | деревня Кущапино       | 13                            | ↗644             | 134,72        |

Посёлок городского типа с подчинёнными населёнными пунктами соответствует городскому поселению, сельский округ — сельскому поселению.

## Формирование муниципальных образований
В результате муниципальной реформы к 2006 году на территории 10 сельских округов было образовано 4 сельских поселения.
| Административно-территориальная единица | Населённый пункт        | Муниципальное образование      |
| --------------------------------------- | ----------------------- | ------------------------------ |
| Восходский сельский округ               | Богданово               | Восходское сельское поселение  |
| Восходский сельский округ               | Варваровка              | Восходское сельское поселение  |
| Восходский сельский округ               | Восход                  | Восходское сельское поселение  |
| Восходский сельский округ               | Высокие Сечи            | Восходское сельское поселение  |
| Восходский сельский округ               | Октябрьское лесничество | Восходское сельское поселение  |
| Восходский сельский округ               | Просяные Поляны         | Восходское сельское поселение  |
| Восходский сельский округ               | Свободный               | Восходское сельское поселение  |
| Восходский сельский округ               | Труфановы Поляны        | Восходское сельское поселение  |
| Восходский сельский округ               | Ясная Поляна            | Восходское сельское поселение  |
| Новосельский сельский округ             | Будаево                 | Восходское сельское поселение  |
| Новосельский сельский округ             | Выползово               | Восходское сельское поселение  |
| Новосельский сельский округ             | Матча                   | Восходское сельское поселение  |
| Новосельский сельский округ             | Никиткино               | Восходское сельское поселение  |
| Новосельский сельский округ             | Новосёлки               | Восходское сельское поселение  |
| Новосельский сельский округ             | Савино                  | Восходское сельское поселение  |
| Енкаевский сельский округ               | Енгазино                | Енкаевское сельское поселение  |
| Енкаевский сельский округ               | Енкаево                 | Енкаевское сельское поселение  |
| Енкаевский сельский округ               | Еромчино                | Енкаевское сельское поселение  |
| Енкаевский сельский округ               | Жданово                 | Енкаевское сельское поселение  |
| Енкаевский сельский округ               | Желаево                 | Енкаевское сельское поселение  |
| Енкаевский сельский округ               | Кожухово                | Енкаевское сельское поселение  |
| Енкаевский сельский округ               | Колетино                | Енкаевское сельское поселение  |
| Енкаевский сельский округ               | Красные Починки         | Енкаевское сельское поселение  |
| Енкаевский сельский округ               | Новое Пошатово          | Енкаевское сельское поселение  |
| Енкаевский сельский округ               | Новые Починки           | Енкаевское сельское поселение  |
| Енкаевский сельский округ               | Пургасово               | Енкаевское сельское поселение  |
| Енкаевский сельский округ               | Старое Пошатово         | Енкаевское сельское поселение  |
| Енкаевский сельский округ               | Старый Кадом            | Енкаевское сельское поселение  |
| Енкаевский сельский округ               | Трубаковка              | Енкаевское сельское поселение  |
| Енкаевский сельский округ               | Чернышово               | Енкаевское сельское поселение  |
| Енкаевский сельский округ               | Четово                  | Енкаевское сельское поселение  |
| Администрация пгт Кадом                 | Большое Лунино          | Кадомское городское поселение  |
| Администрация пгт Кадом                 | Ильиновка               | Кадомское городское поселение  |
| Администрация пгт Кадом                 | Кадом                   | Кадомское городское поселение  |
| Администрация пгт Кадом                 | Крутец                  | Кадомское городское поселение  |
| Администрация пгт Кадом                 | Малое Лунино            | Кадомское городское поселение  |
| Администрация пгт Кадом                 | Преображенка            | Кадомское городское поселение  |
| Администрация пгт Кадом                 | Семеновка               | Кадомское городское поселение  |
| Котелинский сельский округ              | Давыдовка               | Котелинское сельское поселение |
| Котелинский сельский округ              | Дарьино                 | Котелинское сельское поселение |
| Котелинский сельский округ              | Ивановка                | Котелинское сельское поселение |
| Котелинский сельский округ              | Котелино                | Котелинское сельское поселение |
| Котелинский сельский округ              | Нижне-Никольск          | Котелинское сельское поселение |
| Соловьяновский сельский округ           | Большая Пановка         | Котелинское сельское поселение |
| Соловьяновский сельский округ           | Вознесеновка            | Котелинское сельское поселение |
| Соловьяновский сельский округ           | Малая Пановка           | Котелинское сельское поселение |
| Соловьяновский сельский округ           | Панская                 | Котелинское сельское поселение |
| Соловьяновский сельский округ           | Раковка                 | Котелинское сельское поселение |
| Соловьяновский сельский округ           | Соловьяновка            | Котелинское сельское поселение |
| Черменовский сельский округ             | Амплеевка               | Котелинское сельское поселение |
| Черменовский сельский округ             | Болкино                 | Котелинское сельское поселение |
| Черменовский сельский округ             | Гунаевка                | Котелинское сельское поселение |
| Черменовский сельский округ             | Криковка                | Котелинское сельское поселение |
| Черменовский сельский округ             | Кутуевка                | Котелинское сельское поселение |
| Черменовский сельский округ             | Липляйка                | Котелинское сельское поселение |
| Черменовский сельский округ             | Новая Галаховка         | Котелинское сельское поселение |
| Черменовский сельский округ             | Новое Высокое           | Котелинское сельское поселение |
| Черменовский сельский округ             | Новое Панино            | Котелинское сельское поселение |
| Черменовский сельский округ             | Петрикеевка             | Котелинское сельское поселение |
| Черменовский сельский округ             | Петрослободка           | Котелинское сельское поселение |
| Черменовский сельский округ             | Симушка                 | Котелинское сельское поселение |
| Черменовский сельский округ             | Старая Галаховка        | Котелинское сельское поселение |
| Черменовский сельский округ             | Старое Высокое          | Котелинское сельское поселение |
| Черменовский сельский округ             | Старое Панино           | Котелинское сельское поселение |
| Черменовский сельский округ             | Чермные                 | Котелинское сельское поселение |
| Черменовский сельский округ             | Шмелевка                | Котелинское сельское поселение |
| Черменовский сельский округ             | Юзга                    | Котелинское сельское поселение |
| Заулкинский сельский округ              | Верки                   | Кущапинское сельское поселение |
| Заулкинский сельский округ              | Заулки                  | Кущапинское сельское поселение |
| Кочемировский сельский округ            | Кочемирово              | Кущапинское сельское поселение |
| Кочемировский сельский округ            | Кулаевы Починки         | Кущапинское сельское поселение |
| Кочемировский сельский округ            | Курмановы Починки       | Кущапинское сельское поселение |
| Кущапинский сельский округ              | Акбердеево              | Кущапинское сельское поселение |
| Кущапинский сельский округ              | Винищи                  | Кущапинское сельское поселение |
| Кущапинский сельский округ              | Игнатьево               | Кущапинское сельское поселение |
| Кущапинский сельский округ              | Кущапино                | Кущапинское сельское поселение |
| Сумерский сельский округ                | Марьевка                | Кущапинское сельское поселение |
| Сумерский сельский округ                | Муханов                 | Кущапинское сельское поселение |
| Сумерский сельский округ                | Николаевка              | Кущапинское сельское поселение |
| Сумерский сельский округ                | Сумерки                 | Кущапинское сельское поселение |